# 226 до н. е.

## Події
- Консулами Римської республіки були обрані Марк Валерій Максим Мессала та Луцій Апусцій Фуллон.

### Греція
- Родоський землетрус[en] зруйнував місто Камеір[en], що було на острові Родос, а також одне із семи див світу того часу — статую Колоса Родоського.

### Астрономічні явища
- 20 лютого. Повне сонячне затемнення.[1]
- 17 серпня. Часткове сонячне затемнення.[1]

## Померли
- близько цього року - Антіох Гієракс, один з претендентів на трон держави Селевкідів.